# Landesgesetz über gefährliche Hunde Rheinland-Pfalz
Das Landesgesetz über gefährliche Hunde (LHundG) ist ein deutsches Hundegesetz, das die Gefahren, die mit dem Halten und dem Führen von Hunden verbunden sind, abwehren und ihnen vorsorgend entgegenwirken soll. Das LHundG wurde vom Landtag von Rheinland-Pfalz am 22. Dezember 2004 beschlossen und ist seither unverändert geblieben. Es ersetzte die Gefahrenabwehrverordnung – Gefährliche Hunde – vom 30. Juni 2000 (GVBl. S. 247).

## Inhalt
Das Gesetz enthält ausschließlich Bestimmungen für sog. gefährliche Hunde. Nach § 8 LHundG in Verbindung mit § 69 des Polizei- und Ordnungsbehördengesetzes (POG) können die kommunalen Ordnungsbehörden Regelungen auch bezüglich anderer Hunde treffen.
Nach § 1 Abs. 2 LHundG sind gefährliche Hunde stets solche der Rassen American Staffordshire Terrier und Staffordshire Terrier sowie des Typs Pit Bull Terrier (sog. Rasseliste). Darüber hinaus gelten Hunde im Einzelfall insbesondere als gefährlich, wenn sie bissig sind, Menschen in aggressiver oder Gefahr drohender Weise angesprungen haben oder andere Tiere hetzen oder reißen (§ 1 Abs. 1 LHundG). Gemäß § 7 Abs. 1 Satz 2 LHundG kann die zuständige Behörde bei Vorliegen konkreter Anhaltspunkte für die Gefährlichkeit eines Hundes dessen Vorführung und amtstierärztliche Begutachtung anordnen.
Das Halten eines gefährlichen Hundes bedarf einer Erlaubnis der zuständigen Behörde (§ 3 Abs. 1 Satz 1 LHundG). Die Erlaubnis ist nach § 3 Abs. 1 Satz 2 LHundG an zahlreiche Voraussetzungen geknüpft. Erforderlich ist insbesondere ein berechtigtes Interesse an der Haltung des Tieres und der Nachweis der erforderlichen Sachkunde in einer Prüfung durch eine sachverständige Person oder Stelle (§ 3 Abs. 2 LHundG). Zudem muss der Halter zuverlässig sein, d. h. er darf vor allem keine erheblichen Straftaten begangen haben und weder psychisch krank noch alkohol- oder rauschmittelabhängig sein (§ 3 Abs. 3 LHundG).
Der Halter eines gefährlichen Hundes muss das Tier nach § 4 Abs. 1 bis 3 LHundG in sicherem Gewahrsam halten, eine Haftpflichtversicherung abschließen und den Hund durch einen elektronisch lesbaren Chip dauerhaft und unverwechselbar kennzeichnen. Gemäß § 5 Abs. 4 LHundG sind die Tiere außerhalb des befriedeten Besitztums bzw. der Wohnung anzuleinen und müssen einen das Beißen hindernden Maulkorb tragen. 